# Rurkela
Rurkela – miasto w Indiach, w stanie Orisa; położone w pobliżu rzeki Brahmani. Przemysł: hutnictwo żelaza, fabryka nawozów sztucznych. W pobliżu wydobycie rud żelaza, manganu, chromu.